# Editorial Barcanova
Editorial Barcanova és una editorial catalana creada a Barcelona l'any 1980.
Va néixer a l'inici de la dècada de 1980 amb l'objectiu d'elaborar materials didàctics en llengua catalana. L'any següent del seu naixement, es va integrar al Grupo Anaya, un complex editorial format per empreses com ara Anaya Educación, Ediciones Cátedra, Vox, Ediciones Xerais, Alianza Editorial... L'any 2004, Barcanova, juntament amb Grupo Anaya, es va integrar al Grup Hachette, que inclou segells com Hachette, Larousse, Salvat o Nathan, entre d'altres.

## Catàleg
Editorial Barcanova ha centrat la seva activitat en l'edició de llibres de text i en la literatura infantil i juvenil. En el seu fons editorial, destaquen títols com Sol d'Educació Infantil; Tornaveu de Llengua catalana de Batxillerat, Aldaba d'Història o el projecte Polzet per a la Primària. L'Editorial s'ha caracteritzat per l'elaboració de materials curriculars que cobreixen totes les edats i cursos educatius. També ha presentat materials complementaris de l'àmbit educatiu: quaderns de competències bàsiques, quaderns de vacances, materials d'aula, guies didàctiques, diccionaris, atles, etc.
Des de la seva fundació, Barcanova ha editat materials educatius per a l'ensenyament de Català per a adults, que va iniciar en la dècada de 1980 amb el Som-hi!, i que tenen continuïtat fins avui. L'any 2011 va editar, juntament amb el Consorci per a la Normalització Lingüistica, la sèrie de llibres Fem-ho fàcil.

### Literatura infantil i juvenil
La producció literària adreçada als lectors infantils i juvenils també ha tingut un pes molt important en el seu catàleg, amb col·leccions com «El Centaure», «El Fil d'Ariadna» o «Els Argonautes», fins a arribar a les col·leccions que centren actualment la seva producció editorial en aquest camp: «El Petit Univers», «El Bosc de Colors», «Mots Vius», «Sopa de Llibres» i «Antaviana», a més de les sèries «M'endevines?», «La vaca Florentina», «El llop Pepito» o «El follet Oriol», entre altres col·leccions ben presents en les llibreries. La convocatòria del Premi Barcanova de Literatura infantil i juvenil, iniciat l'any 2002, respon a la voluntat de fomentar el gust per la lectura i impulsar la creació literària en llengua catalana. Així mateix, també edita les col·leccions «Càlam» i «Petit Format» de literatura per a adults.